# 安那罕市政府訴天使球團案
安那罕市政府訴天使球團案（City of Anaheim v. Angels Baseball LP）是加州安那罕市以及大聯盟天使棒球隊的擁有者，針對球隊的正式使用名稱而進行中的法律訴訟。球隊的擁有者在2005年1月時決心把球隊的名字從「安納罕天使」(Anaheim Angels)改成「洛杉磯安那罕天使」(Los Angeles Angels of Anaheim )，因而啟動了這場官司，也點燃了之後的政治與公關戰火。

## 背景
這支位於洛杉磯市，以威格利球場為主場的球隊，在1961年以「洛杉磯天使」(Los Angeles Angels)之名加入美國聯盟。1962年天使隊改以道奇球場為主場。在1965年球季中，天使隊把名字改為「加州天使」(California Angels)，在1966年搬家到安納罕球場。這個球場從當時一直到現在仍然是安納罕市政府所有。
到了1997年，為了整修並縮小安納罕球場，安那罕市與天使隊訂了一份協定，並再次改名叫做「安那罕天使」(Anaheim Angels)。這份新租約當中的一個條款是要求球隊應把安那罕的字眼加入球隊的名字裡（include the name Anaheim therein）。當時球隊的大老闆華德迪士尼集團，投入大筆資金，打算宣傳安那罕市成為他們口中的美夢城市。同時迪士尼也著手整修位於安納罕市老舊的迪士尼主題樂園。

## 天使球團觀點
然而這隻球隊在2003年轉手給由亞圖洛·亞堤·莫雷諾(Arturo "Arte" Moreno)為首的天使棒球集團經營。2004年，新老闆在球隊制服、商品和發行品上，刻意淡化甚至移除安那罕的字眼，引起了許多觀察家的注意。2005年1月3日，天使隊宣布要把名字改成「洛杉磯安那罕天使」(Los Angeles Angels of Anaheim)。球隊發言人指出，打從一開始天使隊加入美國聯盟，乃是經由大聯盟當局授與洛杉磯郡(Los Angeles County)、凡圖拉郡(Ventura County)、河濱郡(Riverside County)、聖伯納迪諾郡(San Bernadino County)，以及橘郡(Orange County)的權利。
2005年天使隊出版的新聞指南中說到：「把『洛杉磯』(Los Angeles)加入球隊名字的用意在於，呼應球隊最原始的名稱，並回歸大洛杉磯區代表球隊的本意。」
新老闆莫雷諾相信，新的名字將有助於把球隊行銷至整個南加州區域，而不僅侷限於橘郡。為了不違背和安那罕市簽定的天使球場新租約當中「把安那罕的名字包進去」條款，球隊的正式名稱還是保留了「安那罕」字眼。儘管如此，新聞媒體以及大多數人如預期地，提到天使隊時多半還是用較簡單的「洛杉磯天使」。

## 安那罕市政府觀點
安納罕市市長寇特·聘靈閣以及其它的市府官員盤算之後認為，就算是從技術層面來看，這個改名行動還是違背了球場租約條款。他們爭論道，當初這個命名條款只是為了讓迪士尼在有限又不失彈性的範圍裡挑選球隊的名字（據報導，當時的迪士尼董事長麥可·埃思那(Michael Eisner)曾經想用「安那罕全能天使」(Mighty Angels of Anaheim)來當球隊的名字）。市府團隊進一步表示，要不是當初改了這個名，安那罕市也不會簽下球場的新租約。而且這個租約裡也規定安那罕市要出一部分的錢來整修球場，這其實是吃掉了不少市府的年度盈餘。因此安那罕市在橘郡高等法院向天使棒球集團提出告訴，請求金錢賠償，並要求球隊恢復「安那罕天使」的名字。原本預訂於2005年11月7日舉行的審判，延後到2006年1月9日才進行。
市府也提出假處分的請求，希望在審判結果出爐前先把名字改回來，但是被高等法院法官駁回。市府又提出上訴，主張把這個案子的裁判管轄權移到加州第四上訴法院，這件案子因此被排入優先開庭的順序中，並在2005年3月28日舉行聆訊庭。儘管上訴法院2005年4月7日授理裁判本案，三名法官卻只是催促市府與球團自行協調出結果，而不想經由審判。2005年6月27日，上訴法院駁回安納罕市的禁制令請求。

## 訴訟結果
本案在2006年1月9日進行陪審團的審判，同年2月9日，陪審團贊同球隊的主張，裁定「洛杉磯安那罕天使」(Los Angeles Angels of Anaheim)這個名字合乎租約的規定，因此否決市府所有的金錢賠償。這兩項裁決指出，球隊對於命名條款的解釋與裁決一致，而球隊的作法亦已依循裁決。2006年3月2日，法官正式駁回市府要求強制恢復「安那罕天使」舊名的請求。
命名風波就此打住，天使隊積極把自己行銷到洛杉磯，在這裡買下將近500塊廣告看板，把球團標誌寫進「天使之都」(City of ANGELS)的天使部分。而道奇隊也在廣告看板上予以還擊，提出「洛城棒球」(LA Baseball)的口號，並在2005年球季開幕日的紀念商品上，寫上「洛杉磯的洛杉磯道奇」(Los Angeles Dodgers of Los Angeles)。
僅管改名的事實木已成舟，道奇隊還是不斷地指稱天使隊為「安那罕天使」。當道奇球場舉辦道奇隊與天使隊的跨聯盟比賽時，得分板仍是使用ANA縮寫來表示客隊。其它球隊則是跟依照大聯盟官方網站上的作法，用「洛杉磯」稱呼天使隊。
2006年5月30日，陪審團裁定天使隊可獲得約七百萬美元的訴訟費用賠償，安那罕市決定提出上訴。同時市府官員舉出有部分證詞，市府一方亟欲呈現但未被聆聽。1

## 運動廣告相關事實法案
2005年2月22日，加州眾議員湯姆‧安柏格在州眾議會中提出運動廣告相關事實法案。如果這個法案通過立法，運動廣告相關事實法案將可強制天使球團在所有的門票和宣傳品上，揭露球隊的母城是安那罕而非洛杉磯的事實。 
2005年5月16日，法案在加州眾議會以52票比17票的差距通過，並被送到加州參議會。2005年5月26日，法案被提交到商業、專業與經濟發展委員會。州參議會原訂2005年6月27日舉行的公聽會，在眾議員安柏格的要求下被取消並提前至6月7日。2005年7月11日參議會委員會無限期延後公聽會。